# Abdelaziz Belkhadem
Abdelaziz Belkhadem (arabe : عبد العزيز بلخادم), né le 8 novembre 1945 à Aflou, dans la région de Laghouat, est un homme d'État algérien. Il est secrétaire général du FLN de février 2005 à février 2013 et Premier ministre du 24 mai 2006 au 23 juin 2008.

## Biographie
Diplômé en lettres et en finances, Abdelaziz Belkhadem entame sa carrière professionnelle en 1964 comme inspecteur des finances, puis instituteur. Dès 1972, le président Houari Boumédiène le nomme directeur adjoint aux relations internationales à la présidence de la République.
Au Parlement entre 1977 et 1992,,, il siège en tant que député FLN de la ville de Sougueur dans la Wilaya de Tiaret.
En 1984, il fait voter le Code de la famille.
Il est nommé en 1988 vice-président de l'Assemblée populaire nationale avant d'en devenir le président en octobre 1990 après la démission de Rabah Bitat. Ses fonctions cessent avec la dissolution de l'Assemblée le 4 janvier 1992. Celle-ci, qui aurait été antidatée, n'est cependant annoncée que le 11 janvier, lorsque le président Chadli Bendjedid annonce sa démission.
De 1991 à 1997, il est membre du bureau politique du FLN et occupe à diverses reprises des postes ministériels : ministre des Affaires étrangères de 2000 à 2005 et ministre d'État et représentant personnel du président de la République de 2005 au 24 mai 2006. Au congrès du FLN de 2005, il est élu secrétaire général de ce parti.
Le 24 mai 2006, le président Abdelaziz Bouteflika le nomme chef du gouvernement pour succéder à Ahmed Ouyahia. Lors des élections législatives algériennes de 2007, il propose de supprimer la limite de mandats présidentiels et de passer du quinquennat au septennat.
Le 23 juin 2008, il est relevé de ses fonctions et est remplacé par le même Ahmed Ouyahia, tandis qu'il redevient ministre d'État, représentant personnel du président de la République. Le 21 mai 2010, il est reconduit au secrétariat général du Front de libération nationale (FLN). Contesté, il est destitué de sa fonction le 1er février 2013. Le 26 août 2014, Bouteflika met fin par décret aux fonctions de Belkhadem en qualité de ministre d'État, conseiller spécial à la présidence de la République ainsi qu'à toutes ses activités en relation avec l'ensemble de structures de l'État. Il est également exclu du FLN.